# Ética médica
Ética médica é a disciplina que avalia os méritos, riscos e preocupações sociais das atividades no campo da Medicina, levando em consideração a moral vigente em determinado tempo e local. É um ramo da ética aplicada. No Brasil, as normas que determinam a ética profissional estão no Código de Ética Médica determinado pelo Conselho Federal de Medicina.

## Princípios
Ética é uma palavra de origem grega, com duas origens possíveis. A primeira é a palavra grega éthos, com "e" curto, que pode ser traduzida por costume, a segunda também se escreve éthos, porém com "e" longo, que significa propriedade do caráter. A primeira é a que serviu de base para a tradução latina Moral, enquanto que a segunda é a que, de alguma forma, orienta a utilização atual que damos a palavra Ética.

### Autonomia
Realmente os termos “ética” e “moral” não são particularmente apropriados para nos orientarmos. Cabe aqui uma observação sobre sua origem, talvez em primeiro lugar curiosa.
Aristóteles tinha designado suas investigações teórico-morais - então denominadas como “éticas” - como investigações “sobre o ethos”, “sobre as propriedades do caráter”, porque a apresentação das propriedades do caráter, boas e más (das assim chamadas virtudes e vícios) era uma parte integrante essencial destas investigações. A procedência do termo “ética”, portanto, nada tem a ver com aquilo que entendemos por “ética”.
No latim o termo grego éthicos foi então traduzido por moralis. Mores significa: usos e costumes. Isto novamente não corresponde, nem à nossa compreensão de ética, nem de moral. Além disso, ocorre aqui um erro de tradução, pois na ética aristotélica não apenas ocorre o termo éthos (com "e" longo), que significa propriedade de caráter, mas também o termo éthos (com "e" curto) que significa costume, e é para este segundo termo que serve a tradução latina.

### Beneficência
A Ética existe em todas as sociedades humanas e, talvez, mesmo entre nossos parentes não-humanos mais próximos. Nós abandonamos o pressuposto de que a Ética é unicamente humana. A Ética pode ser um conjunto de regras, princípios ou maneiras de pensar que guiam, ou chamam a si a autoridade de guiar, as ações de um grupo em particular (moralidade), ou é o estudo sistemático da argumentação sobre como nós devemos agir (filosofia moral). A ética é algo que todo os profissionais devem ter, à medida que todos possuem uma consciência do que estão fazendo e quais são as consequências de não respeitar os princípios da sua área de atuação.

## Dilemas éticos
A Ética tem por objetivo facilitar a realização das pessoas. Que o ser humano chegue a realizar-se a si mesmo como tal, isto é, como pessoa. A Ética se ocupa e pretende a perfeição do ser humano.